# Prawira Bandung
Il  Prawira Harum Bandung è una società professionista di basket con sede nella città di Bandung, in Indonesia, che compete nella Indonesian Basketball League.
I colori sociali della squadra sono il Blu, il Giallo ed il Bianco; le partite casalinghe del club vengono giocate presso la GOR C-Tra Arena, una struttura situata a Bandung che può ospitare fino a 5.000 spettatori.

## Storia
Il Garuda Bandung è stato fondata nel 1991 da Lilian Wijaya con il nome di Hadtex Indosyntec. Il progetto che portò alla nascita della squadra di pallacanestro, nacque da un'idea del consiglio di amministrazione della Hadtex Indosyntec, una azienda indonesiana attiva nel settore del riciclaggio di PET. Nel 1994 l'Hadtex Indosyntec si unì al KOBATAMA, il campionato di basket indonesiano dell'epoca, vincendo il torneo alla loro prima partecipazione; nel 1996 cambiò il suo nome in Panasia Indosyntec e nelle stagioni 1997 e 1998 altri due titoli nazionali.
Nel 2003 la squadra prese parte alla stagione inaugurale della Indonesian Basketball League, competizione in cui ancora oggi compete; ma dai primi anni duemila il club subì negli anni vari cambiamenti di sponsorizzazione, che significarono anche vari cambiamenti di denominazione. Nel 2004, il club è stato ribattezzato Senatama Garuda Panasia e nel 2007, sotto una nuova gestione, la denominazione è stata cambiata in Garuda Panasia Bandung, per poi cambiare nuovamente nel 2008, dopo la firma della sponsorizzazione con l'azienda Telkom Indonesia, con l'assunzione del nome Garuda Flexi Bandung.
Prima dell'inizio della stagione 2018 la squadra ha cambiato nuovamente proprietà; attraverso il fondo di investimento, PT. Persib Bandung Bermartabat, il Persib Bandung, squadra di calcio della città di Bandung, ha acquistato la squadra, rinominandola Prawira Bandung.
Nella stagione 2023 della Indonesian Basketball League dopo aver concluso al primo posto in classifica la stagione regolare, anche se a pari merito con altre due squadre, il Prawira è arrivato per la prima volta dal 2008 alle finali per il titolo; nella serie decisiva la squadra è riuscita ad imporsi, contro il Pelita Jaya, in entrambe le sfide giocate. Grazie a questo successo il Prawira per la prima volta nella sua storia si è aggiudicato il titolo di campione della IBL.

## Palmarès

### Titoli nazionali
- Indonesian Basketball League
  - Campione (1): 2023
  - Finalista (1): 2008
- KOBATAMA
  - Campione (3): 1994, 1997, 1998
  - Finalista (1): 1995, 1996, 2000

## Organico

### Roster 2023-2024
Il roster per la stagione 2023-2024
|    | Naz.                       | Ruolo | Sportivo                   | Anno | Alt. | Peso |  |
| -- | -------------------------- | ----- | -------------------------- | ---- | ---- | ---- |  |
| 1  | Indonesia (bandiera)       | PG    | Jacob Emilio Lobbu         | 2001 | 175  | 71   |  |
| 2  | Indonesia (bandiera)       | G     | Sulthan Fauzan             | 1998 | 188  | 80   |  |
| 3  | Indonesia (bandiera)       | PG    | Teemo Teemo                | 1998 | 178  | 75   |  |
| 5  | Stati Uniti (bandiera)     | AG    | Antonio Hester             | 1990 | 198  | 90   |  |
| 6  | Indonesia (bandiera)       | G     | Refka Djalu Pangestu       | 2002 | 184  | 80   |  |
| 8  | Indonesia (bandiera)       | PG    | Yudha Saputera             | 1998 | 178  | 76   |  |
| 9  | Indonesia (bandiera)       | AP    | Sandy Febriansyakh         | 1986 | 190  | 78   |  |
| 11 | Rep. Dominicana (bandiera) | G     | Brandone Francis           | 1994 | 196  | 98   |  |
| 12 | Indonesia (bandiera)       | AG    | Muhammad Rizal Falconi     | 1994 | 197  | 85   |  |
| 13 | Indonesia (bandiera)       | G     | Hans Abraham               | 1995 | 180  | 74   |  |
| 15 | Stati Uniti (bandiera)     | AG    | James Gist                 | 1986 | 206  | 105  |  |
| 22 | Indonesia (bandiera)       | G     | Fernando Fransco Manansang | 2002 | 185  | 84   |  |
| 24 | Indonesia (bandiera)       | AP    | Indra Muhammad             | 1994 | 189  | 80   |  |
| 27 | Indonesia (bandiera)       | C     | Kelvin Sanjaya             | 2000 | 200  | 95   |  |
| 34 | Indonesia (bandiera)       | C     | Pandu Wiguna               | 1995 | 195  | 83   |  |
| 77 | Indonesia (bandiera)       | AP    | Muhammad Fhirdan Guntara   | 1992 | 184  | 80   |  |

### Staff tecnico
| Ruolo                | Nome                   |
| -------------------- | ---------------------- |
| Capo Allenatore      | David Singleton        |
| Assistente           | Andri Malay            |
| Assistente           | Nico Donnda Fitzgerald |
| Team Manager         | Andri Syarel Octreanes |
| Preparatore Atletico | Basir Ali Ismail       |
| Fisioterapista       | Brandon Andesta        |

## Giocatori Importanti
- Johannis Winar[12]
- Thomas Thedy Kurniady[13]
- Abraham Damar Grahita
- Muhammad Reza Guntara
- Denny Sumargo
- Kelly Purwanto
- Jarred Shaw
- James Gist
- Brandone Francis
- Teddy Apriyana Romadonsyah
- Surliyadin
- Daniel Wenas
- Mario Wuysang
- Firman Dwi Nugroho
- Diftha Pratama